# Tais (hetera)
|  | Per a altres significats, vegeu «Tais (santa)». |

|  | Per l'òpera de Massenet, vegeu Thaïs (Massenet) |

Tais (grec antic: Θαΐς; llatí: Thais) va ser una famosa hetera grega de gran bellesa que va acompanyar Alexandre el Gran en la seva expedició a Àsia o almenys va estar present en diversos moments d'aquest període.
El seu nom és conegut principalment perquè, durant el gran festival de Persèpolis, va incitar el rei a incendiar el palau dels reis perses. Aquesta circumstància fou immortalitzada en una famosa oda de John Dryden i deriva d'un relat de Clitarc, un dels menys fiables dels biògrafs d'Alexandre, i probablement no s'ajusta a la realitat.
A la mort d'Alexandre, Tais es va unir amb Ptolemeu I Soter i amb ell va ser mare de dos fills, Leontisc i Lagos, i d'una filla, Irene. Encara que Ateneu de Nàucratis diu que es va casar amb el rei egipci, probablement només era la seva concubina, però va gaudir de molta proximitat al rei, que la va tenir en alta consideració, i va criar els fills comuns com a prínceps. Es coneixen diverses anècdotes sobre la seva bellesa, la seva intel·ligència i la seva propensió a fer regals.